# Hennes (Nordland)
Pour les articles homonymes, voir Hennes.
Hennes est une localité du comté de Nordland, en Norvège.

## Géographie
Administrativement, Hennes fait partie de la kommune de Hadsel.